# Liste des sites classés et inscrits de la Creuse
Cet article recense les sites classés ou inscrits dans la Creuse, en France.

## Listes

### Sites classés
Le tableau suivant recense les sites classés dans la Creuse. Les critères sur lesquels les sites ont été sélectionnés sont désignés par des lettres :
- H : historique ;
- P : pittoresque ;
- TC : tout critère.

| Site                                                           | Commune(s)               | Date             | Critère | Notes | Coordonnées                      | Photo |
| -------------------------------------------------------------- | ------------------------ | ---------------- | ------- | --- | -------------------------------- | ----- |
| Colline du Marchedieu                                          | Aubusson                 | 1er février 1937 | TC      | Une partie distincte est inscrite. | 45° 57′ 14″ nord, 2° 10′ 30″ est |       |
| Site du Chapitre                                               | Aubusson                 | 1er février 1937 | TC      | Le site comprend entre autres l'église Sainte-Croix, la place de l'Église et le château.                                                            | 45° 57′ 22″ nord, 2° 10′ 16″ est |       |
| Église et place Pierre-Bourdan                                 | Le Bourg-d'Hem           | 10 mars 1953     | P       | | 46° 17′ 49″ nord, 1° 49′ 37″ est |       |
| Gorges du Verger et leurs abords                               | Bourganeuf               | 20 mars 1912     | P       | La protection est étendue aux abords des gorges le 11 février 2009.                                                                                 | 45° 56′ 56″ nord, 1° 45′ 54″ est |       |
| Vallées de la Creuse et de la Sédelle                          | Crozant                  | 9 mai 1995       | P       | Le classement recouvre une grande partie un site inscrit en 1942, mais qui ne concernait que la vallée de la Sédelle.                               | 46° 23′ 46″ nord, 1° 37′ 05″ est |       |
| Tilleul des Meaumes                                            | Le Donzeil               | 31 janvier 1927  | TC      | Le tilleul, situé au hameau des Meaumes, a été abattu au début des années 1960 ; la protection n'a pas été abrogée.                                 | 46° 01′ 52″ nord, 1° 59′ 13″ est |       |
| Roches de Mazuras                                              | Faux-Mazuras             | 27 mai 1936      | TC      | Site composé d'un rectangle de 220 m de long sur 180 m de large dans lequel est inscrit le bloc de rochers.                                         | 45° 55′ 23″ nord, 1° 45′ 54″ est |       |
| Rochers de Clamouzat et de Marsaly, et leurs bords alvéolaires | Faux-la-Montagne         | 22 décembre 1988 | P       | La protection initiale ne concernait que les rochers de Clamouzat ; elle est étendue aux rochers de Marsaly le 23 octobre 2008.                     | 45° 43′ 08″ nord, 1° 55′ 44″ est |       |
| Rochers, dans la forêt de Chabrières                           | Guéret                   | 25 janvier 1929  | TC      | Rochers de la Tribune, de la Pierre du Loup, de la Pierre Casse-Noisette, de la Pierre Chambranle, de la Pierre La Grosle et de la Roche à Parrain. | 46° 07′ 30″ nord, 1° 51′ 58″ est |       |
| Pierres Civières                                               | Saint-Léger-le-Guérétois | 16 février 1933  | TC      | Le site est situé sur le flanc du Maupuy. | 46° 10′ 01″ nord, 1° 49′ 30″ est |       |
| Mont Bernage                                                   | Saint-Vaury              | 22 mai 1943      | TC      | | 46° 13′ 37″ nord, 1° 45′ 32″ est |       |
| Pierres Jaumâtres                                              | Toulx-Sainte-Croix       | 27 mai 1927      | TC      | Le site est classé comme monument historique depuis 1927.                                                                                           | 46° 18′ 50″ nord, 2° 13′ 30″ est |       |
| Pierres d'Ep Nell                                              | Toulx-Sainte-Croix       | 9 mars 1933      | TC      | Également connu sous le nom de Pierres des Pinelles.                                                                                                | 46° 16′ 16″ nord, 2° 12′ 58″ est |       |
| Tour de Toulx-Sainte-Croix et ses abords                       | Toulx-Sainte-Croix       | 11 décembre 1989 | H et P  | | 46° 17′ 10″ nord, 2° 12′ 58″ est |       |
| Tilleul des Monts                                              | Vigeville                | 31 janvier 1927  | TC      | L'arbre est probablement un tilleul de Sully ; son état s'est fortement dégradé depuis la protection du site.                                       | 46° 09′ 40″ nord, 2° 05′ 10″ est |       |

### Sites inscrits
Le tableau suivant recense les sites inscrits dans la Creuse.
| Site                                                     | Commune(s)                                      | Date              | Notes | Coordonnées                      | Photo |
| -------------------------------------------------------- | ----------------------------------------------- | ----------------- | --- | -------------------------------- | ----- |
| Bourg d'Ahun                                             | Ahun                                            | 8 mars 1977       | | 46° 05′ 13″ nord, 2° 02′ 42″ est |       |
| Cascade des Moulines                                     | Anzême                                          | 25 avril 1991     | | 46° 15′ 58″ nord, 1° 51′ 29″ est |       |
| Gorges d'Anzême                                          | Anzême                                          | 24 avril 1944     | | 46° 16′ 12″ nord, 1° 51′ 47″ est |       |
| Colline du Marchedieu                                    | Aubusson                                        | 1er février 1937  | Une partie distincte est classée | 45° 57′ 14″ nord, 2° 10′ 30″ est |       |
| Site du château de Boussac                               | Boussac-Bourg                                   | 19 novembre 1938  | Le site est étendu le 15 octobre 1975. L'édifice est classé monument historique depuis 1930. | 46° 20′ 53″ nord, 2° 12′ 40″ est |       |
| Bourg de Chambon-sur-Voueize et ses abords               | Chambon-sur-Voueize                             | 10 avril 1975     | | 46° 11′ 28″ nord, 2° 25′ 41″ est |       |
| Gorges de la Voueize                                     | Chambon-sur-Voueize                             | 30 juin 1992      | | 46° 12′ 14″ nord, 2° 24′ 58″ est |       |
| Bourg de Chénérailles et ses abords                      | Chénérailles                                    | 10 février 1977   | | 46° 06′ 50″ nord, 2° 10′ 30″ est |       |
| Combes de la Cazine                                      | Colondannes                                     | 17 juillet 1984   | | 46° 16′ 59″ nord, 1° 35′ 42″ est |       |
| Vallées de la Sédelle du pont Charraud jusqu'à la Creuse | Crozant                                         | 16 septembre 1942 | La majeure partie du site inscrit a été classé le 9 mai 1995 dans un site plus grand, incluant la vallée de la Creuse ; seules quelques parcelles restent inscrites.                                      | 46° 23′ 06″ nord, 1° 37′ 05″ est |       |
| Gorges du Chat Cros                                      | Évaux-les-Bains                                 | 17 mars 1994      | | 46° 10′ 23″ nord, 2° 27′ 58″ est |       |
| Vallée des Deux Creuses                                  | Fresselines                                     | 10 janvier 1990   | Abords du confluent de la Creuse et de la Petite Creuse. | 46° 23′ 10″ nord, 1° 40′ 41″ est |       |
| Lac de Lavaud-Gelade                                     | Gentioux-Pigerolles                             | 24 décembre 1980  | | 45° 50′ 10″ nord, 1° 58′ 01″ est |       |
| Puy de Barmont                                           | Mautes                                          | 6 mars 1992       | | 45° 56′ 28″ nord, 2° 21′ 29″ est |       |
| Butte et ruines du château de Montaigut-le-Blanc         | Montaigut-le-Blanc                              | 31 juillet 1945   | Le château est inscrit monument historique depuis 1926. | 46° 07′ 52″ nord, 1° 44′ 17″ est |       |
| Rigole du diable                                         | Le Monteil-au-Vicomte                           | 8 novembre 1988   | | 45° 52′ 41″ nord, 1° 55′ 52″ est |       |
| Gorges de la Rozeille                                    | Moutier-Rozeille                                | 27 août 1991      | | 45° 55′ 34″ nord, 2° 12′ 43″ est |       |
| Lac de Vassivière                                        | Royère-de-Vassivière                            | 10 janvier 1964   | Le site inscrit s'étend principalement sur la Haute-Vienne. La partie creusoise concerne l'extrémité nord-est de l'île de Vassivière et une frange de la rive sud du lac à l'ouest du village de Vauveix. | 45° 48′ 00″ nord, 1° 51′ 29″ est |       |
| Vallée de la Gartempe en amont de Fursac                 | Saint-Étienne-de-Fursac, Saint-Pierre-de-Fursac | 24 avril 1987     | | 46° 09′ 11″ nord, 1° 31′ 34″ est |       |
| Mont de Jouer                                            | Saint-Goussaud                                  | 6 juin 1967       | | 46° 01′ 41″ nord, 1° 34′ 19″ est |       |
| Chute du Poirier                                         | Saint-Hilaire-le-Château                        | 30 avril 1991     | | 45° 59′ 17″ nord, 1° 52′ 01″ est |       |
| Cascade des Jarrauds et bourg de Saint-Martin-Château    | Saint-Martin-Château                            | 29 mars 1939      | Initialement restreinte au site de la cascade, la protection est étendue au bourg le 9 novembre 1990. | 45° 51′ 40″ nord, 1° 47′ 56″ est |       |
| Cascades et champs de pierres d’Augerolles               | Saint-Pardoux-Morterolles                       | 11 février 1983   | | 45° 53′ 38″ nord, 1° 50′ 46″ est |       |
| Vallée de la Gartempe                                    | Saint-Victor-en-Marche                          | 5 mai 1983        | | 46° 06′ 54″ nord, 1° 47′ 53″ est |       |
| Gorges du Taurion                                        | Thauron                                         | 23 février 1983   | | 45° 59′ 46″ nord, 1° 47′ 49″ est |       |